# Selina Gasparin
Selina Gasparin (n. 3 aprilie 1984, Samedan⁠(d), cantonul Graubünden, Elveția) este o biatlonistă ce a reprezentat Elveția, medaliată olimpică. A participat la 4 ediții ale Jocurilor Olimpice (2010, 2014, 2018, 2022) în care a câștigat două medalii de argint.